# بروکلین، شهرستان کلمن، آلاباما
بروکلین (به انگلیسی: Brooklyn) یک منطقهٔ مسکونی در ایالات متحده آمریکا است که در شهرستان کلمن، آلاباما واقع شده‌است. بروکلین ۲۸۵٫۹۱ متر بالاتر از سطح دریا واقع شده‌است.